# Matheronodon provincialis
Matheronodon provincialis es la única especie conocida del género extinto Matheronodon de dinosaurio ornitópodo rabdodóntido que vivió a finales del período Cretácico, hace unos 72 millones de años, durante el Campaniense en lo que es hoy Europa. Es conocido de un único maxilar y dientes asociados. Estos dientes son grandes, y el maxilar indica que el número de dientes era relativamente bajo; esto caracteriza a este taxón y sugiere un estilo de alimentación único. Fue nombrado por Pascal Godefroit y colaboradores en 2017.

## Descripción
Se estima que la longitud corporal de Matheronodon sería de unos 5 metros por el autor principal de la descripción, Pascal Godefroit.
El maxilar de Matheronodon es un hueso corto y robusto. La parte frontal está particularmente acortada y presenta un ángulo dirigido hacia arriba, diferenciando a Matheronodon de otros rabdodóntidos. Este hueso mide 22 centímetros de largo, y 22 cm de alto. Al ser vista desde arriba la parte frontal tiene un aspecto triangular, y forma una amplia plataforma rostrodorsal. Tanto Rhabdodon como Zalmoxes carecen de esta plataforma. Hay una estructura en forma de barra en la superficie interior, la barra dorsal, la cual está presente también en Rhabdodon. Inmediatamente debajo de esta barra, hay un surco horizontal, el surco transversal. Más abajo, el proceso dorsal se proyecta hacia arriba, es ancho y forma un ángulo hacia atrás más prominente que en Rhabdodon, y más grande que en Zalmoxes. Desde la base de este proceso, se extiende un "ala" hacia atrás que se articula con el hueso yugal. Además en la base del proceso dorsal se halla una proyección pequeña triangular que delimita la parte posterior de la fenestra anteorbital, la cual es más corta que en Rhabdodon.

### Dientes

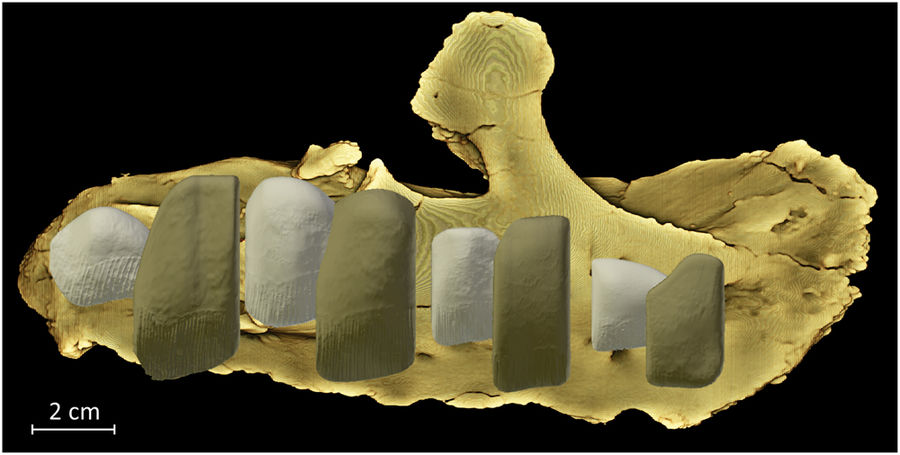
Reconstrucción de los dientes en el maxilar.

Como en Rhabdodon, Zalmoxes y Mochlodon, las coronas de los dientes maxilares de Matheronodon tenían forma de cuchilla. Estos dientes eran muy grandes, de más de 5 centímetros de largo. Estos poseen al menos 25 crestas en la superficie interna de cada diente, más que en otros rabdodóntidos. Las crestas son todas de aproximadamente el mismo tamaño, sin tener una cresta "principal", lo cual identifica a Matheronodon como un rabdodóntido. Solo una faceta de desgaste dental se orienta 60° debajo del horizontal, como en Zalmoxes y Mochlodon. El esmalte dental cubre ambas caras del diente, a diferencia de los hadrosáuridos, siendo este más grueso en la superficie interna, particularmente en las crestas, comparado con Edmontosaurus. Además, a diferencia de los hadrosáuridos la estructura tubular de la dentina bajo el esmalte no parece variar en orientación. Las marcas en la superficie de la dentina son verticales como en Zalmoxes y Mochlodon.
A pesar de que el maxilar es grande, solo posee ocho alvéolos dentales. Zalmoxes tenía más de 10, y Rhabdodon tenía 11. La pared ósea que separaba a los alvéolos adyacentes parece haber sido reabsorbida de modo que los alvéolos se han fusionado en cuatro pares, un rasgo que no es observado en Rhabdodon ni en Zalmoxes. Solo un diente funcional pudo haber estado presente en cada par en un momento dado. De los dientes de reemplazo preservados, se infiere que el reemplazo dental iba desde la parte posterior de la mandíbula hacia el frente, y los dientes emergían de forma alternativa desde el frente y los alvéolos posteriores en cada par. El diente de cada alvéolo frontal pudo haberse solapado con aquellos de los alvéolos posteriores, debido al tamaño de sus coronas.
A diferencia de los dientes del maxilar, los dientes de la mandíbula tienen forma de hoja, y tienen una cresta principal que se desplaza hacia abajo desde el centro de la corona. Estos dientes son también de gran tamaño. Las crestas adicionales que flanquean la cresta principal son también más numerosas que en Rhabdodon o Mochlodon, habiendo al menos 12 de cada lado. Estas crestas se adelgazan hacia el borde inferior de la corona, en lugar de detenerse abruptamente como en Mochlodon.

## Descubrimiento e investigación

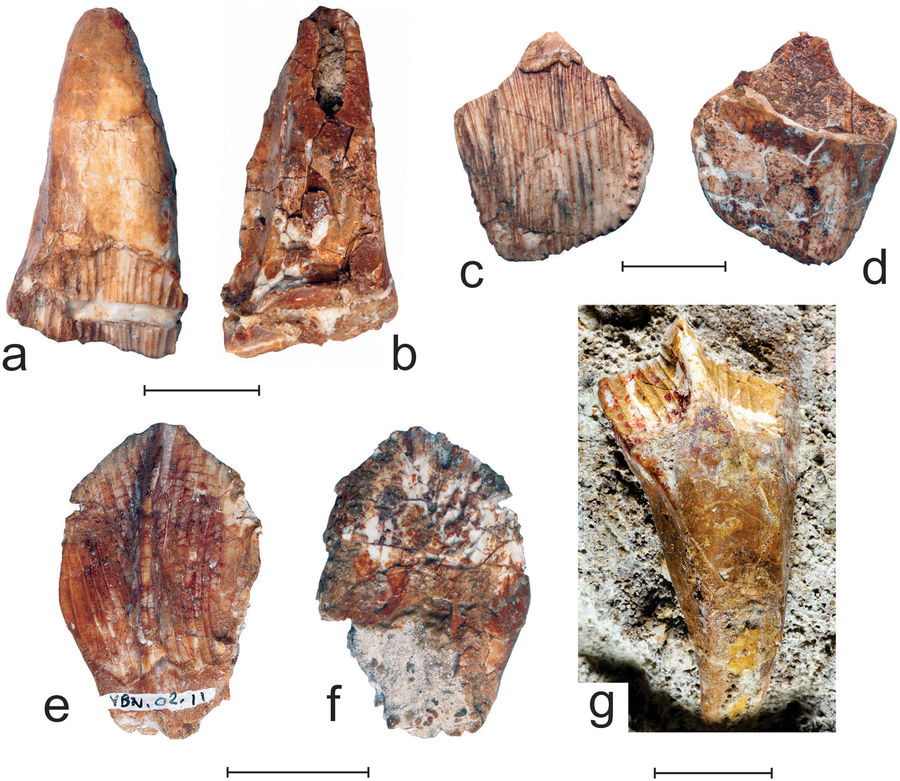
Dientes del maxilar (a-d) y la mandíbula (e-g).

Todos los especímenes de Matheronodon han sido hallados en la localidad de Velaux-La Bastide Neuve, en la cuenca de Aix-en-Provence, en Bouches-du-Rhône, Francia. Las areniscas de esta localidad, la cual fue descubierta por Xavier Valentin en 1992, son parte de la época regional del Begudiense (la cual se correlaciona con el final de la época del Campaniense, hace unos 74 a 72 millones de años.) Tras su descubrimiento, los fósiles fueron alojados en las colecciones de paleontología y arqueología de la municipalidad de Velaux, y etiquetados como pertenecientes al Musée du Moulin Seigneurial/Velaux-La Bastide Neuve (MMS/VBN). El espécimen holotipo es MMS/VBN-02-102, un maxilar derecho; asociado a este hay dientes maxilares (-93-34, -09-149a, -09-150 y -12-22) y dientes inferiores: (-02-11, -09-43c y -12-A002).
En 2017, este material fósil fue descrito por Godefroit junto con Géraldine Garcia, Bernard Gomez, Koen Stein, Aude Cincotta, Ulysse Lefèvre y Valentin en un artículo científico publicado por la revista Nature Communications. Ellos asignaron este material al género Matheronodon, cuyo nombre hace referencia al apellido de Philippe Matheron, quien describió los primeros fósiles de dinosaurio en Provenza, en la región sureste de Francia y el sufijo -odon, una derivación de odous, el término griego para "diente". Ellos también nombraron a la especie tipo y única conocida M. provincialis, derivando provincialis del término en latín para Provenza. Para su estudio, se llevó a cabo una tomografía axial computarizada del maxilar holotipo en la Universidad de Lieja, y una delgada sección de un diente maxilar aislado fue examinada bajo un microscopio.

## Paleobiología

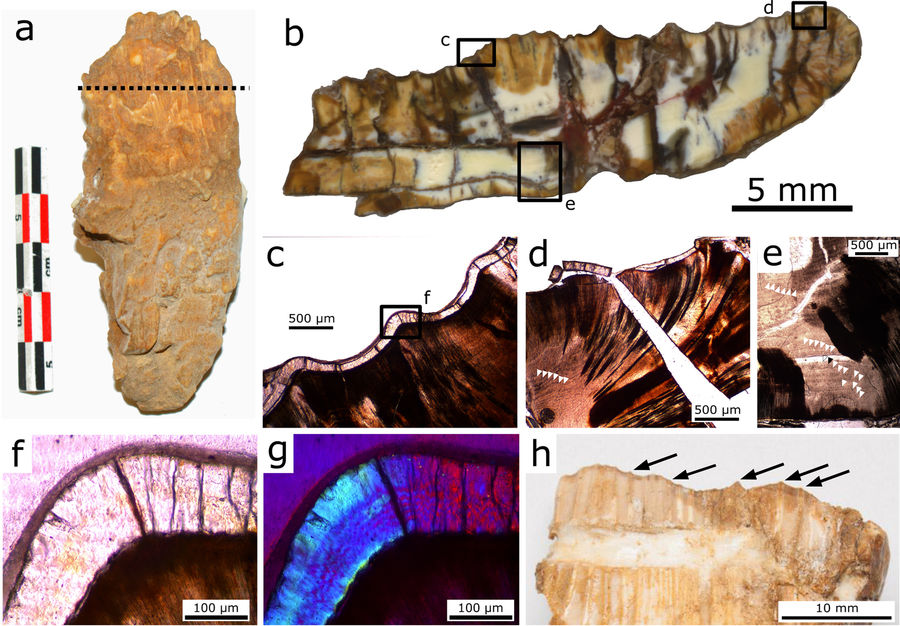
Microestructura de una sección delgada de un diente aislado.

Se pueden realizar inferencias sobre el método de alimentación de Matheronodon a partir de la singular morfología de sus dientes. Los hadrosáuridos, un exitoso grupo contemporáneo de ornitópodos, tenían un gran número de dientes anchos y de corona alta dispuestos en filas estrechamente agrupadas. Estos eran usados en un complejo método de masticación, una culminación de la continua especialización dental en la evolución de los iguanodontianos. Los rabdodóntidos, los cuales eran más basales, tenían una disposición más sencilla, con dientes más parecidos a los de los ornitópodos menos especializados. Hay pocos dientes en la mandíbula, pero estos son altos, delgados y grandes individualmente. En vida, estos habrían funcionado como unas tijeras realizando mordidas cortadoras simples y poderosas. La microestructura de los dientes de Mantheronodon estaba adaptada también para este tipo de acción.
Estas diferencias habrían llevado a que ambos grupos de ornitópodos tuvieran dietas diferentes. En donde ambos coexistían, probablemente ambos ocupaban diferentes nichos ecológicos. Los rabdodóntidos pueden haber tenido dietas más limitadas, en comparación la dieta más diversa y basada probablemente en celulosa y coníferas de los hadrosáuridos. Mantheronodon y sus parientes pueden haberse alimentado de plantas monocotiledóneas, tales como las palmas Sabalites y Pandanites, que eran comunes en Europa en aquella época. Las fibras de esclerénquima, abundantes en las hojas de las plantas monocotiledóneas pero casi ausentes en las eudicotiledóneas y coníferas, dan como resultado un tejido vegetal duro, el cual habría necesitado de las poderosas mordidas de los rabdodóntidos para poder ser consumido.

## Paleoecología
La localidad de Velaux-La Bastide Neuve representa un depósito continental. Sin embargo, probablemente se hallaba cerca de la línea costera, al juzgar por la presencia de garras de decápodos, gastrópodos y mejillones uniónidos en la localidad. Los fósiles de esta localidad están bien preservados y probablemente fueron transportados lentamente. Otros dinosaurios descubiertos allí incluyen al  titanosaurio Atsinganosaurus, además de los dientes de anquilosaurios nodosáuridos así como terópodos neoceratosaurios y dromeosáuridos. Otros elementos de la fauna local incluyen al eusuquio Allodaposuchus, pterosaurios, las tortugas Solemys y Polysternon, el elasmobranquio hibodonte Meristonoides, y un pejelagarto.